# Walter Vogl (Schriftsteller)
Walter Vogl (* 26. Dezember 1958 in Wolfsberg/Kärnten) ist ein österreichischer Schriftsteller.

## Leben
Walter Vogl studierte Germanistik, Philosophie und Politikwissenschaft an den Universitäten in Wien und Salzburg. Anschließend hielt er sich für längere Zeit in Asien, Nord- und Südamerika auf. Seit den 1980er Jahren ist er schriftstellerisch tätig. 1991/92 gehörte er der Redaktion der Zeitung Die Presse an. Seit 1992 ist er Associate Professor für Deutsch an der Keiō-Universität in Tokio.
Walter Vogl gewann 1982 beim Ingeborg-Bachmann-Wettbewerb in
Klagenfurt gemeinsam mit Ulla Berkéwicz das Verlegerstipendium.

## Werke
- Viehtrieb in Balterswil, Graz 1982
- Hassler, Frankfurt am Main 1983
- Unter dem Kimono, Wien 1995
- Kurzer Regentag, Wien u. a. 1997 (zusammen mit Peter Rosei)

## Herausgeberschaft
- Basic Rosei, Wien 2000